# Keszm (wyspa)
Keszm (pers. جزیره قشم) – wyspa w Iranie (Hormozgan), największa wyspa w Zatoce Perskiej i cieśninie Ormuz.
Powierzchnia wyspy wynosi 1491 km², w 2006 roku wyspę zamieszkiwało 103 881 osób. Główne miasto to Keszm. Ludność wyspy zajmuje się rybołówstwem oraz uprawą zbóż . Na Keszm znajduje się baza wojskowa.
Brzegi przeważnie skaliste, nieliczne piaszczyste plaże. Wyspa nieregularnie pokryta wzgórzami o płaskich szczytach. Najwyższe wzniesienie Kīsh Kūh ma 406 m n.p.m.